# Fetuvalu Secondary School

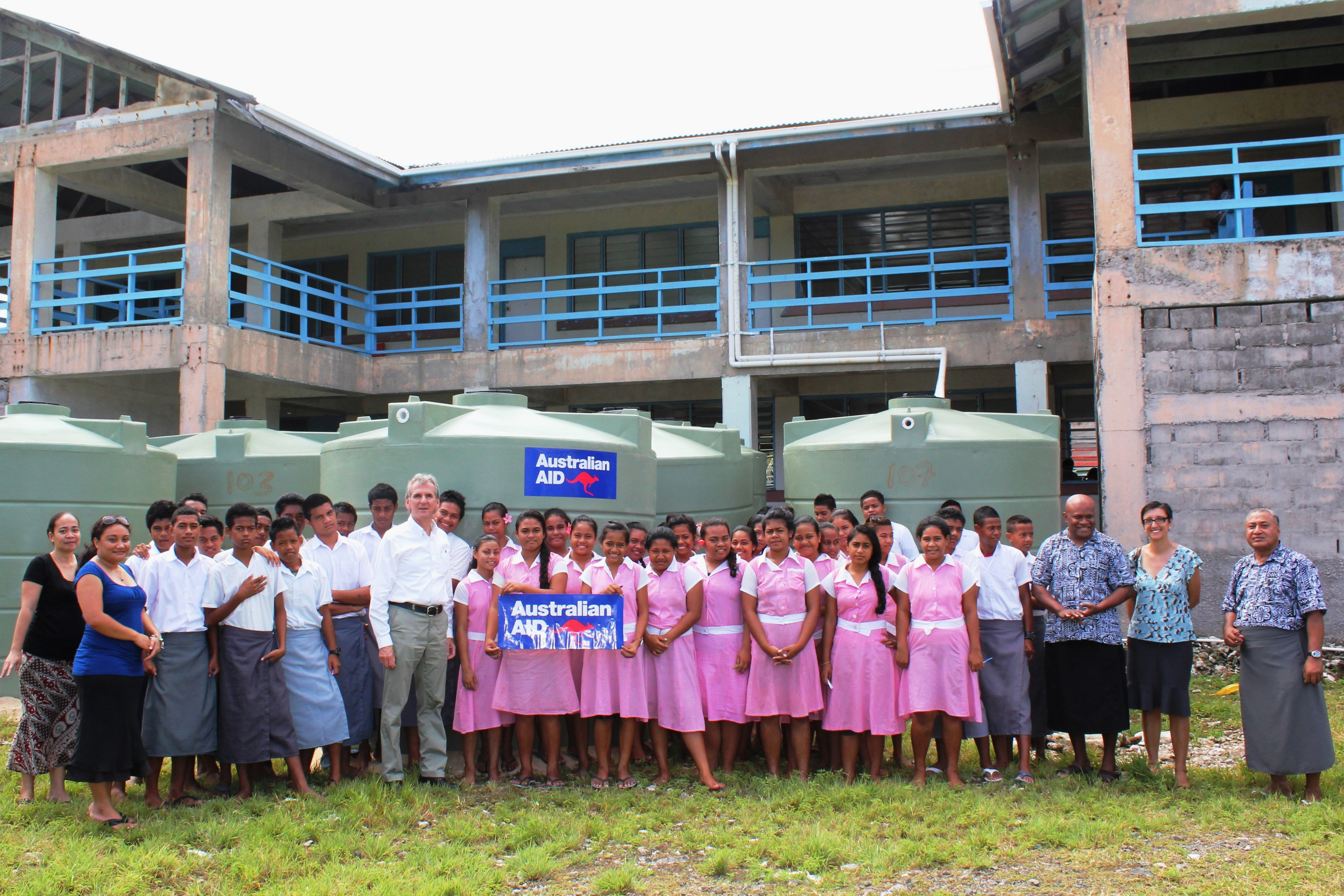
Fetuvalu Secondary School

Fetuvalu Secondary School ist eine Tagesschule (Dayschool) im Inselstaat Tuvalu. Sie wird von der Kirche Ekalesia Kelisiano Tuvalu unterhalten und befindet sich auf dem Atoll Funafuti.

## Curriculum
Die Schule bietet seit 2006 eine Ausbildung nach dem General Certificate of Secondary Education (Cambridge syllabus). Anders als Motufoua Secondary School, die staatliche Schule, bietet Fetuvalu Secondary School ein Curriculum, welches demjenigen in Motufoua von Jahr 9 bis 12 entspricht. Die Schüler von Fetuvalu, die ein Universitätsstudium anstreben können ein 13 Schuljahr im staatlichen Form Seven Programme besuchen oder ein Vorbereitungsprogramm am Extension Centre der University of the South Pacific (USP) in Funafuti besuchen.

## Geschichte
Die Schule war zwischen 1998 und 2003 für 5 Jahre geschlossen.
Schulleiter ist derzeit Penehuro Hauma.